# Assedio di Barcellona (1705)
L’assedio di Barcellona del 1705 fu una battaglia combattuta nel corso della guerra di successione spagnola dal 14 settembre al 19 ottobre 1705.
Un tentativo di assediare la città di Barcellona, una delle quattro città principali della Spagna contesa tra filo-borbonici e filo-asburgici era già stato tentato l'anno precedente. A seguito della cattura della città da parte di lord Peterborough, l'anno successivo i francesi e gli spagnoli avviarono un controassedio che però non permise di riprendere la città, che rimase nelle mani degli alleati insieme all'intera Catalogna fino al 1714.

## Antefatto
Il 22 agosto 1705, la flotta della coalizione al comando del conte di Peterborough e del principe Giorgio d'Assia-Darmstadt giunse nei pressi delle coste catalane. Essa era composta da 180 navi britanniche, olandesi e austriache oltre a 9000 soldati e 800 cavalieri.
All'udire di questa notizia, la popolazione catalana prese le armi ed il 15% della popolazione si arruolò come volontari a supporto di Carlo III d'Asburgo come pretendente per il trono spagnolo, massacrando i partigiani sostenitori di Filippo V.
Il viceré di Catalogna, Francisco Antonio Fernández de Velasco y Tovar, era determinato a contenere da solo l'invasione del nemico che puntava ormai verso la città di Barcellona. Lord Peterborough pensò quindi di muovere un assedio diretto alla città spagnola.
La notte del 13 settembre, i militari della coalizione si avvicinarono al castello di Montjuïc in tre colonne separate. James Stanhope, al comando di queste forze, cercò di creare un diversivo per deviare il fuoco dei difensori con la propria colonna, mentre le altre due si dedicarono alla presa delle difese esterne del castello. Durante l'assalto, una palla di cannone colpì ad una gamba il principe d'Assia-Darmstadt che in seguitò morì di emorragia. Il 17 settembre il castello cadde nelle mani degli alleati.

## L'assedio
Dopo aver catturato il castello di Montjuïc, da quella postazione gli alleati iniziarono a bombardare la città di Barcellona il 15 settembre. Il viceré Velasco formò una milizia filippista con le corporazioni della città, la Coronela.
Barcellona, circondata dalle truppe alleate, capitolò il 9 ottobre anche a causa di una rivolta popolare iniziata nel quartiere de La Ribera che il viceré Francisco Antonio Fernández de Velasco y Tovar stroncò facendo diversi prigionieri accusati di cospirazione. Quando le truppe entrarono, il conte di Peterborough ordinò di inneggiare a Carlo III. Quando l'arciduca Carlo fece il proprio ingresso a Barcellona il 22 ottobre successivo concesse ai catalani che tutte le loro costituzioni locali venissero mantenute e che venissero mantenute tutte le disposizioni previste delle ultime cortes catalane riunite da Filippo V nel 1701-1702, stabilite dal Patto di Genova.

## Conseguenze
Dopo la conquista di Barcellona, tutta la provincia proclamò Carlo III come re di Spagna. I regni di Aragona e Valencia seguirono poco dopo tale esempio.